# Corinna Kunze
Corinna Kunze, född 7 oktober 1963 i Dortmund, Västtyskland, död 11 juni 2022 var en tysk handbollsspelare.

## Karriär
Kunzes ungdomskarriär är okänd.1984 kom Corinna Kunze till Vfl Engelskirchen där hon sedan spelade under fyra säsonger. Hon var klubbens näst bästa målgörare och tillhörde toppspelarna i bundesliga. Det var under dessa år på 1980-talet hon spelade i det tyska landslaget. Inom klubbhandbollen spelade hon 1988 till 1990 för TuS Eintracht Minden. 1989 och 1990 blev hon skyttedrottning i bundesliga då hon spelade för Minden. Hon var klubbens viktigaste spelare och fick ta ett stort ansvar i avslutningarna. Klubben åkte ur ligan 1990 och Kunze bytte klubb till TSV Bayer 04 Leverkusen. Hon spelade i klubben under två säsonger. 1992 kom hon till BVB 09 Dortmund och hon spelade kvar där till 1996 då hon bytte till lägre placerade HSV Solingen-Gräfrath. Hon blev i klubben bara under en säsong. 1997 hade hon kontrakt för den mindre klubben HVE Villigst Ergste.  Kunze blev efter spelarkarriären tränare. 
Corinna Kunze spelade med det Västtysklands damlandslag i handboll som slutade fyra i round-robin-turneringen vid OS i Los Angeles 1984. Hon spelade 62 landskamper för det tyska landslaget.